# 全国男鹿駅伝競走大会
全国男鹿駅伝競走大会（ぜんこく おが えきでんきょうそうたいかい、略称：男鹿駅伝）は、1952年から続く男鹿半島内を走行コースとする駅伝競走。
夏期に行なわれ、2017年までは主に7月上旬に実施、2018年以降は6月下旬に実施されている。
2023年現在で一般の部、大学の部、高校の部（男/女）の4部門を同日に実施している。大会の主催は男鹿市、秋田県陸上競技協会、秋田魁新報社、秋田県高等学校体育連盟（高校男子/女子の部）。

## 概要
大会通算開催回数では、「東京箱根間往復大学駅伝競走」、同じ秋田県内で実施される「十和田八幡平駅伝競走全国大会」に次ぐ歴史のある駅伝競走大会。
1952年（昭和27年）7月、現地を訪れた高松宮殿下が男鹿半島の戸賀湾を望む高台を『八望台』と命名したことを記念し、「男鹿観光駅伝」の名称で第1回大会を実施。第1回は一般の部の参加4チームで競われた。
「一般の部」以外の各部門については、1959年に「高校男子の部」を創設、1969年には「大学の部」を創設、2001年に「高校女子の部」が創設され、現在は一般の部（7区間）、大学の部（7区間）、高校男子の部（7区間）、高校女子の部（5区間）の4部門で行われている。
夏期に行なわれる駅伝競走であり、2017年までは7月上旬（第1金曜）に実施され、2018年以降は6月下旬に開催時期を移して実施されている（2020-2021年は中止）。
2022年、大会名称を「全国男鹿駅伝競走大会」として3年ぶりに大会を再開、一般の部は第1回大会の創設から70回目となる記念大会として実施。
起伏のある男鹿半島内を組み込んだ走行コースで行なわれることから、大学の部は特に「学生3大ローカル駅伝」の一つとして「登竜門」の位置づけで認識されつつある。

## 大会の歴史
- 1952年：第1回大会を「男鹿観光駅伝」として実施。4チーム参加。
- 1959年：高校男子の部を創設、一般の部と合わせた2部門で実施。
- 1969年：大学の部を創設、合わせて3部門で実施。
- 2001年：高校女子の部を創設、合わせて4部門で実施。
- 2019年：開催日を6月下旬に移動して開催。
- 2020年 - 21年：大会中止。
- 2022年：第70回記念大会（一般の部）。大会名称をこれまでの「男鹿駅伝競走大会」から「全国男鹿駅伝競走大会」に改める。